# Concert per a violí (Mendelssohn)

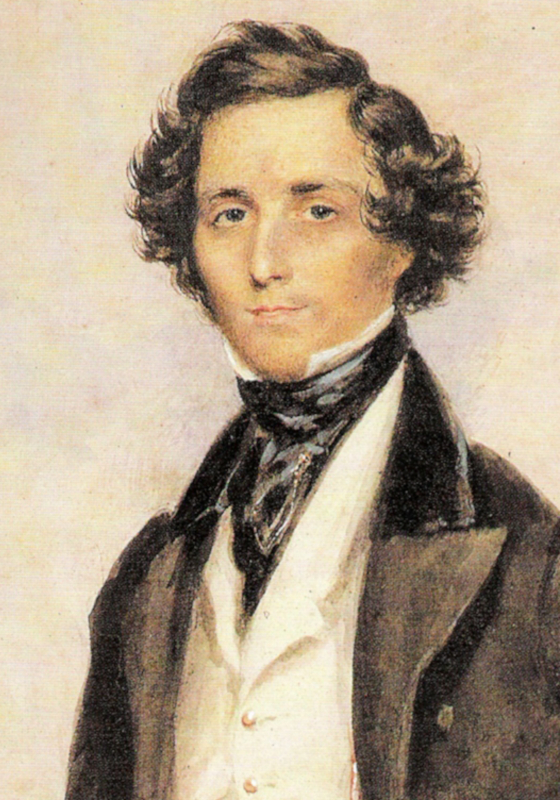
Retrat de Mendelssohn, 1839

El Concert per a violí en mi menor, op. 64 és l'última gran obra orquestral del compositor alemany Felix Mendelssohn. Forma una important part del repertori de violí i és un dels concerts per a violí més populars i més interpretats de tots els temps. Una interpretació habitual té una durada de gairebé mitja hora.
Mendelssohn originalment va prometre el 1838 un concert per a violí a Ferdinand David, un amic proper que era un consumat violinista. Tanmateix, l'obra va tardar sis anys a completar-se i no va ser estrenada fins a l'any següent, el 1845. Durant aquest temps, Mendelssohn es va cartejar amb regularitat amb David, a la recerca de consells per al concert. L'obra és un dels primers concerts per a violí del Romanticisme i va influir en les obres de diversos compositors. Malgrat que el concert consta de tres moviments en l'estructura típica ràpid-lent-ràpid i cada moviment segueix la forma tradicional, el concert era innovador i incloïa característiques noves per a l'època. Com aspectes distintius del concert es destaquen l'entrada immediata del violí al començament de l'obra i l'enllaç entre moviments sense solució de continuïtat.
L'obra va ser inicialment ben rebuda i aviat va ser considerada com un dels concerts per a violí més grans de tots els temps. Continua sent popular i s'ha forjat la reputació de ser essencial el seu domini per a tots els virtuosos del violí, i normalment és un dels primers concerts romàntics que aprenen. Diversos violinistes professionals l'han gravat i s'interpreta amb regularitat.

## Història

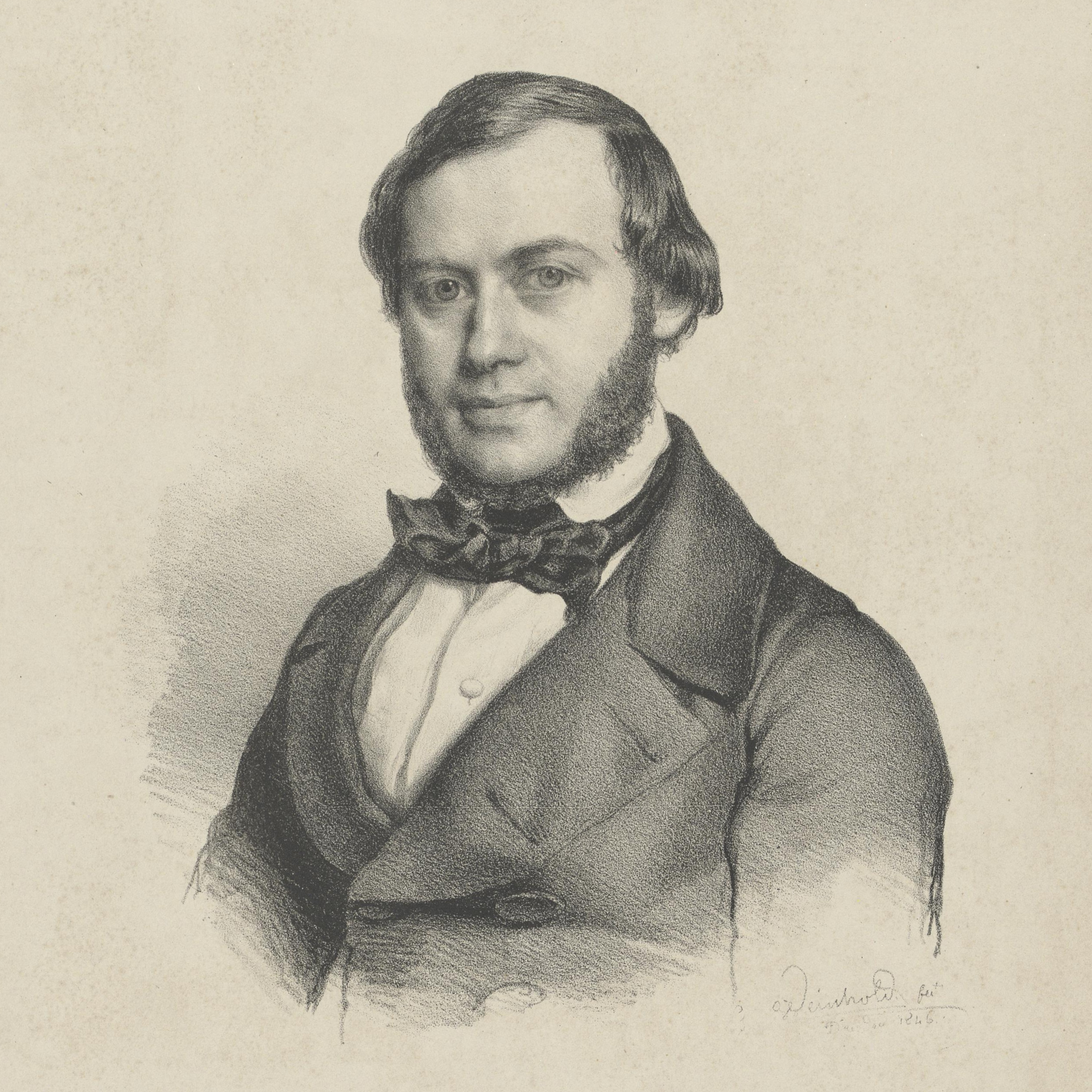
Ferdinand David, el violinista que va estrenar el concert i la col·laboració del qual va ser essencial per a la creació d'aquesta obra

Després del seu nomenament el 1835 com a director principal de l'Orquestra del Gewandhaus de Leipzig, Mendelssohn va nomenar al seu amic de la infantesa Ferdinand David com el concertino de l'orquestra. Els orígens de l'obra són fruit d'aquesta col·laboració professional. En una carta datada del 30 de juliol de 1838, Mendelssohn va escriure a David: 
| « | M'agradaria escriure un concert per a violí per a tu l'hivern següent. En tinc un en mi menor rondant pel cap, però el començament no em deixa en pau. | » |

El concert va tardar sis anys a completar-se. Diversos possibles motius justifiquen el retard, entre ells els propis dubtes del compositor, el temps emprat en compondre la tercera simfonia i l'infeliç període a Berlín després de la sol·licitud del rei Frederic Guillem IV de Prússia. Tanmateix, durant aquest període, Mendelssohn es va cartejar amb regularitat amb David, a la recerca de consells per al concert. A més, aquest concert per a violí va ser el primer dels molts que serien compostos amb la col·laboració d'un violinista professional i influiria en les col·laboracions futures. La partitura autògrafa té la data del dia 16 de setembre de 1844, però Mendelssohn encara necessitaria els consells de David fins a la seva estrena. L'estrena va tenir lloc al Gewandhaus de Leipzig el 13 de març de 1845, interpretat per David i amb l'Orquestra del Gewandhaus sota la batuta del compositor danès Niels Gade, ja que Mendelssohn, es trobava massa feble. Tanmateix, el 23 d'octubre del mateix any es va tornar a interpretar el concert amb un gran èxit, dirigit aquesta vegada pel mateix Mendelssohn i interpretada de nou per David.
El concert va ser interpretat una altra vegada el 3 d'octubre de 1847 pel jove Joseph Joachim, violinista hongarès i protegit de Mendelssohn, que es va fer famós sobretot per la interpretació, del Concert en re major de Beethoven en el memorable concert del 27 de maig de 1844 que va tenir lloc a Londres.

## Instrumentació
L'obra està orquestrada per a violí solista i una orquestra clàssica normal composta de dues flautes, dos oboès, dos clarinets, dos fagots, dues trompes, dues trompetes, timbals i cordes.

## Moviments
El concert consta de tres moviments amb les següents indicacions de tempo:
1. Allegro molto appassionato (mi menor)
2. Andante (do major)
3. Allegretto non troppo - Allegro molto vivace (mi major)

### Allegro molto appassionato
12 - 14 minuts

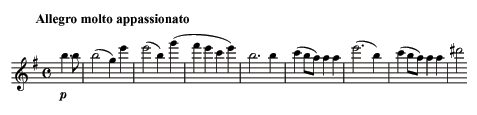
El principi del concert

El concert comença amb una entrada immediata del violí solista, en lloc d'un tutti orquestral, amb la melodia en mi menor que li rondava pel cap a Mendelssohn i no el deixava en pau. Després d'una bravura de ràpides notes descendents, el tema inicial és pres de nou per l'orquestra. Després hi ha una frenètica transició cromàtica mentre la música decreix i modula a un segon tema més tranquil en sol major. La melodia és interpretada inicialment pels vents amb el solista proporcionant un bordó sobre un sol a l'aire. Rere una curta coda acaba l'exposició del primer moviment inicial on la melodia és interpretada pel mateix violí solista. Els dos temes del principi són combinats en el desenvolupament, on la música es desenvolupa fins a assolir una innovadora cadenza, la qual Mendelssohn va preferir escriure al complet més que deixar que l'intèrpret improvisés. La cadenza augmenta de velocitat a través de canvis rítmics de corxeres a tresillos fins a arribar a semicorxeres, que requereixen ràpids rebots d'arc per part del solista. Això serveix com a enllaç per a la recapitulació, on la melodia inicial és interpretada de nou per l'orquestra, acompanyada pels continuats rebots arpegiats per part del solista. Durant la recapitulació, els temes inicials es repeteixen junt amb el segon tema interpretat en mi major per a després tornar a mi menor en assolir el final del moviment. La música assoleix velocitat en la coda, marcada prest, i el moviment acaba amb una variació del passatge de la transició cromàtica.

### Andante
8 - 9 minuts

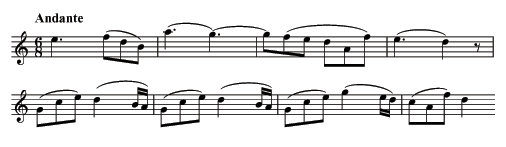
El tema principal de l'Andante

El fagot manté el si de l'acord final del primer moviment per a després pujar un semitò fins al do central. Això serveix com a modulació des de la tonalitat de mi menor del primer moviment per entrar en el líric moviment lent en do major. El moviment està escrit en forma ternària i recorda a les Cançons sense paraules del mateix autor. El tema central més ombrívol escrit en la menor és introduït primer per l'orquestra i a continuació el violí pren la melodia i l'acompanyament simultàniament. L'acompanyament en trèmolo requereix un solista de dits àgils i destres i seguidament la música torna al tema principal en do major, aquesta vegada acabant amb una conclusió asserena.

### Allegretto non troppo - Allegro molto vivace
6 - 7 minuts

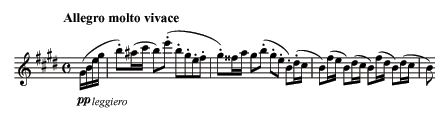
El tema inicial de l'Allegro molto vivace

Després del segon moviment, hi ha un curt passatge de transició de catorze compassos en mi menor per a únicament el violí solista i les cordes. Això condueix al viu final, la majoria del qual està en mi major i el començament conté una xaranga de trompetes. El tercer moviment està escrit en forma de rondó-sonata amb un tema inicial que el solista interpreta amb velocitat. L'exposició inicial condueix a un curt segon tema en si major que és interpretat pel solista on s'encadenen una sèrie de ràpids arpegis ascendents i descendents, que recorden a la cadenza del primer moviment. L'orquestra després interpreta una variació de la melodia inicial, que continua amb un curt desenvolupament en sol major. La recapitulació és similar a l'exposició, a part del contracant que interpreten les cordes. Hi ha una petita cadenza a prop del final del moviment quan els vents toquen la melodia principal contra els prolongats refilets del violí solista. El concert conclou amb una frenètica coda.

## Anàlisi
El concert és innovador en diversos aspectes. En el primer moviment, Mendelssohn es distancia de la forma típica del concert clàssic de moltes maneres, com l'entrada del solista gairebé des del principi, que també passa en el seu Primer concert per a piano. Encara que el primer moviment està majoritàriament escrit en forma sonata, Mendelssohn posa la interpretació del primer tema a càrrec del violí solista i després per l'orquestra. Els concerts clàssics solien començar amb una introducció orquestral seguits d'una versió de gairebé el mateix material junt amb el solista.
La cadenza és també nova en ser escrita com a part íntegra del concert, i en localitzar-se abans de la recapitulació. Era habitual en un concert clàssic que la cadenza fos improvisada pel solista i solia fer-se al final del moviment, després de la recapitulació i just abans de la coda final.
Aquest concert per a violí sobresurt respecte a anteriors concerts per la connexió entre els moviments. No hi ha pausa entre el primer i segon moviment, amb una nota del fagot mantinguda entre els dos. El passatge que fa de pont entre els dos últims moviments comença just després del final del moviment lent. La melodia és similar a la del principi, per recalcar la forma cíclica de l'obra. L'enllaç va ser dissenyat per eliminar els aplaudiments entre moviments. Això suposaria una sorpresa per a l'audiència de Mendelssohn, que a diferència del que es fa actualment, solia aplaudir entre moviments.
El concert, a més, crida l'atenció pels llargs períodes en què el solista realitza un mer acompanyament per a l'orquestra, com per exemple en els arpegis rebotats al principi de la recapitulació. Això també va ser molt nou per a un concert per a violí d'aquella època.

## Llegat
| I. Allegro molto appassionato                                           |
|                                                                         |
| Interpretat per Franziska Früh amb la Fulda Symphony Orchestra – 13.27. |
|                                                                         |
| II. Andante                                                             |
|                                                                         |
| Interpretat per Franziska Früh amb la Fulda Symphony Orchestra – 8.03.  |
|                                                                         |
| III. Allegretto non troppo                                              |
|                                                                         |
| Interpretat per Franziska Früh amb la Fulda Symphony Orchestra – 6.53.  |
|                                                                         |

El concert per a violí de Mendelssohn va influir en els concerts de diversos compositors, que usarien característiques del mateix per als seus propis concerts. És per això que el concert ha estat considerat com un dels més plagiats de tots els temps.
Per exemple, la inusual disposició de la cadenza inspiraria als concerts per a violí de Txaikovski, en els quals la cadenza també està disposada abans de la recapitulació, i a Sibelius en el qual la cadenza serveix per estendre la secció del desenvolupament. Després d'aquest concert, seria molt difícil trobar un compositor que deixés la cadenza sense escriure per deixar que el solista improvisés, com passava en l'època de Mozart i Beethoven. L'enllaç dels tres moviments també s'inclouria en altres concerts, com per exemple el Concert per a piano núm. 2 de Liszt.
El concert va tenir un èxit immediat, amb una calorosa acollida el dia de la seva estrena i ben rebut pels crítics contemporanis. Cap a finals del segle xix, la peça encara era considerada com un dels concerts per a violí més grandiosos del repertori. Es convertiria en una de les peces més populars de Mendelssohn i encara continua interpretant-se sovint, malgrat que l'interès per la seva música hagi declinat a començaments del segle xx. El 1906, un any abans de la seva mort, el cèlebre violinista Joseph Joachim va dir el següent a la seva festa de 75 aniversari:
| « | Els alemanys tenen quatre concerts per a violí. El més gran, més intransigent és el de Beethoven. El de Brahms competeix amb ell en serietat. El més ric i seductor va ser escrit per Max Bruch. Però el més profund, la joia del cor, és el de Mendelssohn. | » |

Joachim, que va ser pupil de Ferdinand David i protegit de Mendelssohn va donar una de les primeres interpretacions del concert amb tan sols dotze anys. També Bruch i Brahms li van dedicar els seus concerts per a violí a Joachim; fins i tot Brahms li va permetre escriure la seva pròpia cadenza, cosa no habitual en l'època.
L'obra s'ha forjat la reputació de ser essencial el seu domini per a tots els virtuosos del violí. Això ha convertit el concert en omnipresent en la discografia de qualsevol violinista de renom, fins i tot per a aquells que només estaven en actiu als començaments del so gravat i dels quals pocs enregistraments existeixen, com Eugène Ysaÿe. El concert continua sent tot un desafiament tècnicament i és considerat en general igual de difícil que molts altres dels seus homòlegs.
Mendelssohn també va escriure un concert per a violí i cordes el 1822, la primera interpretació del qual la va fer Yehudi Menuhin el 1952.